# DGB Rechtsschutz
Die DGB Rechtsschutz GmbH mit Sitz in der nordrhein-westfälischen Landeshauptstadt Düsseldorf ist eine Tochtergesellschaft des Deutschen Gewerkschaftsbundes (DGB) und erbringt Rechtsdienstleistungen für Gewerkschaftsmitglieder und Mitgliedsgewerkschaften des DGB.

## Geschichte
Am 1. November 1894 eröffnete in Nürnberg das erste Arbeitersekretariat, eine Anlaufstelle für  rechtsuchende  Arbeiter. Es  markiert  damit  den  Beginn der institutionalisierten Rechtshilfe als Bestandteil der gewerkschaftlichen Arbeit. Heute ist der Rechtsschutz ein selbstverständlicher Teil der  Mitgliederleistungen  einer  Gewerkschaft.

## Aktivitäten
Die DGB Rechtsschutz GmbH berät in erster Linie Mitglieder der DGB-Gewerkschaften und vertritt diese auch vor den Gerichten, insbesondere der Arbeits-, Sozial- und Verwaltungsgerichtsbarkeit. Darüber hinaus betreut sie auch Betriebs- und Personalräte, die von Mitgliedern einer DGB-Gewerkschaft getragen werden, und berät den DGB und dessen Mitgliedsgewerkschaften juristisch.
Neben klassischen arbeitsrechtlichen Streitigkeiten wie Kündigungsschutzverfahren und Entgeltklagen vertritt die DGB Rechtsschutz GmbH die Gewerkschaftsmitglieder auch in sozialrechtlichen Verfahren wie zum Beispiel in Bezug auf Krankengeld oder Rentenangelegenheiten. Außerdem betreut sie Beamte bei Verfahren vor den Verwaltungsgerichten.
Die Rechtsdienstleistungen werden durch Rechtssekretäre und Rechtsanwälte wahrgenommen.

## Struktur
Geleitet wird das Unternehmen von der Geschäftsführerin Eva Pulfrich die dabei von den Prokuristen Natalia Hoffmann und Matthias Beckmann unterstützt wird.
Die bundesweit 117 Büros der Gesellschaft sind fünf Regionen zugeordnet, die jeweils einer Regionalleitung unterstehen. Darüber hinaus übernimmt das Gewerkschaftliche Centrum für Revision und Europäisches Recht mit Sitz in Kassel Verfahren vor den Bundesgerichten (BAG, BSG, BVerwG), vor dem Europäischen Gerichtshof für Menschenrechte und dem Gerichtshof der Europäischen Union.
2023 arbeiten in der DGB Rechtsschutz GmbH 380 Rechtsschutzsekretäre und 330 Verwaltungsangestellte in 117 Büros. Im Jahr 2023 haben sie 115.000 neue Verfahren bearbeitet. Diese verteilen sich etwa hälftig auf das Arbeits- und das Sozialrecht. Insgesamt hat der DGB-Rechtsschutz 2023 rund 210 Millionen Euro für die Mitglieder der Einzelgewerkschaften erstritten.